# Rudolf Gudrich
Rudolf Gudrich (10. března 1862 Hrabyně – 13. září 1937 Opava) byl český učitel, politik a zakladatel českého hasičstva ve Slezsku.

## Život
Vystudoval německý učitelský ústav v Opavě. Po ukončení studií se v roce 1882 stal učitelem v Kylešovicích. Zde v květnu 1884 založil druhý český dobrovolný hasičský sbor ve Slezsku a stal se jeho prvním náčelníkem a jednatelem.

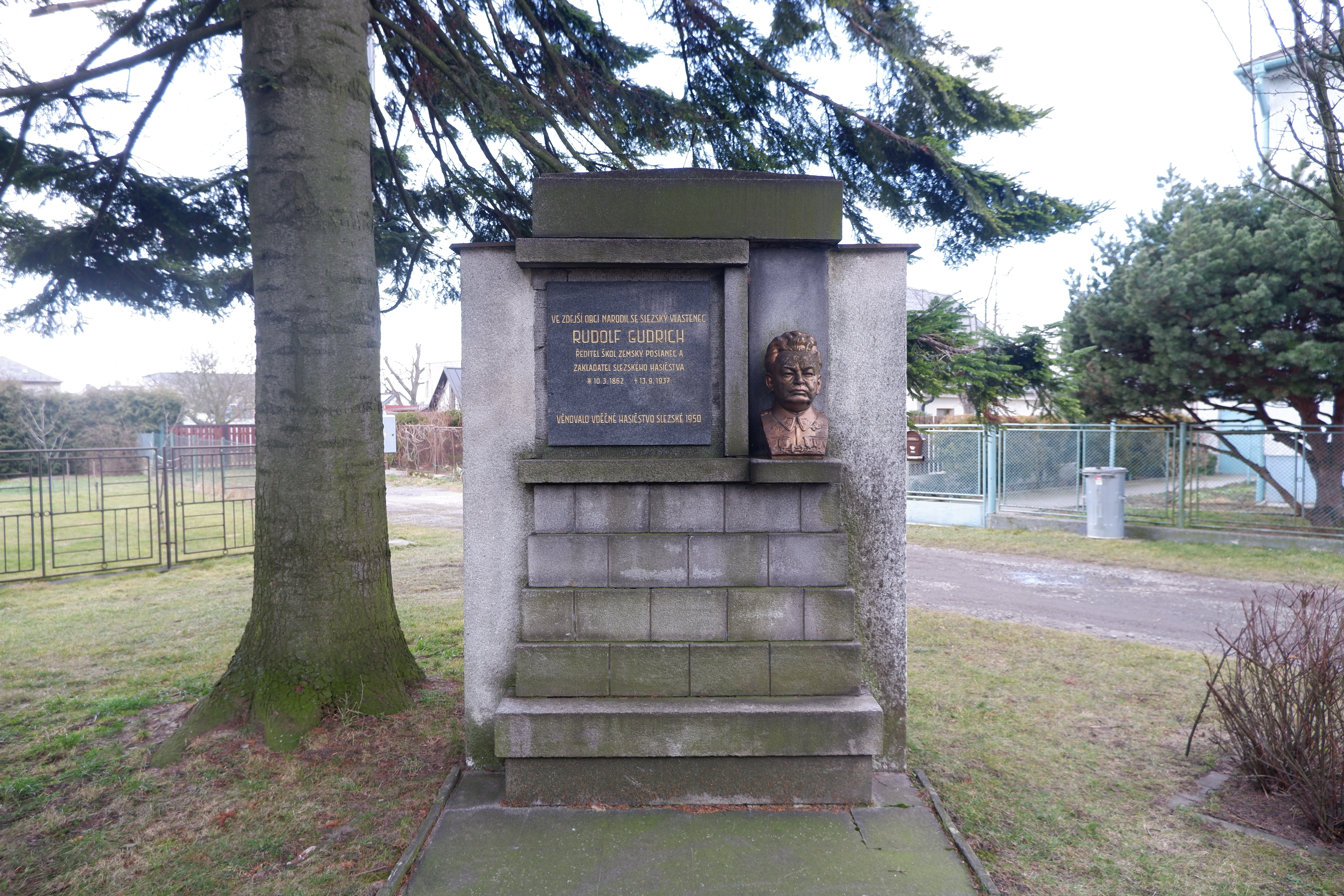
Pomník Rudolfa Gudricha v Hrabyni

Z jeho popudu bylo v roce 1906 založeno Pěvecké sdružení slezských učitelů. V letech 1909–1918 byl poslancem slezského zemského sněmu v Opavě za venkovské okresy Opava a Bílovec. Po vzniku Československa v roce 1918 se stal prvním předsedou Národního výboru okresu Opava-venkov. Zemřel v roce 1937 a byl pohřben na hřbitově v Opavě. Jeho hrob zdobí bronzová busta od sochaře Vincence Havla. V roce 1950 mu byl v rodné Hrabyni odhalen pomník. V Opavě je po něm pojmenována ulice Gudrichova. Je autorem třídílné kroniky obce Kylešovic (1932–1935).

## Publikace
- Kronika obce Kylešovic. Díl I. Opava : vlastním nákladem, 1932. 172 s.
- Kronika obce Kylešovic. Díl II. Opava : vlastním nákladem, 1932. 172 s.
- Kronika obce Kylešovic. Díl III. Opava : vlastním nákladem, 1935. 110 s.